# تگاو
تگاو (به آلمانی: Tegau) یک شهر در آلمان است که در زاله-ارلا واقع شده‌است. تگاو ۴۱۵ نفر جمعیت دارد.